# Козин, Владимир Иванович
Владимир Козин (латыш. Vladimirs Kozins; 17 сентября 1922, Левенка — 28 сентября 2023, Рига) — советский и латвийский художник-реалист, работал в жанрах портрета, натюрморта и пейзажа. Профессор Латвийской академии художеств.

## Биография
Родился 17 сентября 1922 года в деревне Левенка Стародубского уезда Гомельской губернии.
В 1941 году окончил Витебское художественное училище (педагоги Иван Ахремчик и Ханан Гутерман). В 1949 году окончил отделение живописи Латвийской академии художеств (дипломную работу защищал под руководством Гедерта Элиасса).
С 1949 по 1989 год преподавал в Латвийской академии художеств, заведующий кафедрой живописи и композиции (1953—1989), доцент (1953), профессор (1963), магистр живописи (1993). C 1952 года — член Союза художников Латвии, где был председателем секции живописцев, председателем ревизионной комиссии, председателем бюро секции художников-ветеранов войны.
Умер 28 сентября 2023 года на 102-м году жизни. Похоронен на Лесном кладбище.